# Eiphosoma cerfen
Eiphosoma cerfen là một loài tò vò trong họ Ichneumonidae.